# 张印泉
张印泉（1901年—1971年4月23日），河北丰润人。中国摄影家。

## 生平
1927年，毕业于北京政法大学，1945年，当选为北平摄影学会主席。后担任新华通讯社摄影部研究室主任、研究员，中国摄影学会副主席。1931年举办张印泉摄影展览，1963年在北京举办张印泉摄影40年展览。著有《摄影原理与实用》、《摄影应用光学》、《人造光摄影》等。文化大革命期间受迫害致死。